# One True Thing
 One True Thing és una pel·lícula del 1998 dirigida per Carl Franklin, adaptació d'una novel·la d'Anna Quindlen.

## Argument
Retrat de la família com a postal dels anys 1960, la mare mestressa de casa i la columna vertebral i la filla que adora al seu pare. L'any 1988, la situació canvia de sobte després que el pare compleixi 50 anys, resulta que la mare està patint de càncer i serà operada i sotmès a radioterapia. La filla, que mai ha lligat amb ella, té una feina exigent com a periodista a Nova York i està llançada en una carrera reeixida. El seu pare, professor i degà de la facultat de la universitat local, no troba res millor que demanar-li a la seva filla que deixi el seu treball per tenir cura de la seva mare. Començant amb dificultat, després més afectuosament, ella s'encarrega de la mare. La malaltia empitjora més i més fins que, després de Cap d'Any, el metge anuncia que caldrà interrompre el tractament i prescriure morfina per a l'alleugeriment del dolor. Una nit, la dona s'adorm per no tornar a despertar. La causa de la mort és una sobredosi de morfina.

## Repartiment
- Meryl Streep: Kate Gulden
- Renée Zellweger: Ellen Gulden
- William Hurt: George Gulden
- Tom Everett Scott: Brian Gulden
- Diana Canova: Diana
- Julianne Nicholson: Estudiant de la Universitat
- Gerrit Graham: Oliver Most

## Premis i nominacions

### Nominacions
- 1999. Oscar a la millor actriu per Meryl Streep
- 1999. Globus d'Or a la millor actriu dramàtica per Meryl Streep